# Intel High Definition Audio
Intel High Definition Audio (även kallat "IHD" eller "Azalia") är en av Intel utvecklad specifikation som tillåter ljudåtergivning i högre kvalité och på fler kanaler än den tidigare standarden AC97. Under utvecklingsfasen hade specifikationen projektnamnet Azalia.
Hårdvara som baseras på denna standard kan återge ljud över två kanaler i 192 kHz/32 bitar och över åtta kanaler i 96 kHz/32 bitar.
Standarden tillåter även avkänning av uttag med hjälp av resistornät och hårdvaran kan på så sätt anpassa sig efter vad användaren har för utrustning såsom hörlurar och mikrofon, och var dessa är inkopplade. Begreppet används som egenskap hos de elektronikkretsar och tillhörande anslutningskontakter som kan utgöra delsystem på ett moderkort till en Intelbaserad dator.